# ピネウスとその一味を石に変えるペルセウス
『ピネウスとその一味を石に変えるペルセウス』（ピネウスとそのいちみをいしにかえるペルセウス、伊: Perseo pietrifica Phineas e i suoi seguaci、英: Perseus Turning Phileus and his Followers to Stone）は、バロック期のナポリ派の巨匠ルカ・ジョルダーノが1660年ごろ、キャンバス上に油彩で制作した絵画である。主題はオウィディウスの『変身物語』 (V 1-235) から採られている。作品の委嘱者については不明であるが、1709年にジェノヴァのドージェであったコンスタンティーノ・バルビにより購入され、『イゼベルの死』、『サビニの女の略奪』とともに彼の宮殿の接見室を飾っていたジョルダーノの3点の大画面の1つである。1983年にナショナル・ギャラリーが購入して以来、同美術館に所蔵されている。 

## 主題
エチオピアの王女アンドロメダは海の怪物に生贄として差し出されるが、英雄ペルセウスによって救出される。その後、2人は結婚するが、アンドロメダには以前からの婚約者ピネウスがいた。ペルセウスとアンドロメダの婚礼に続いて、盛大な宴が催されると、アンドロメダを自分のものと主張するピネウスとその一味の乱入で、宴会は流血の惨事の場となった。数で圧倒されたペルセウスは、彼が退治したメドゥーサの首を持ち出す。これを見た者は石に変わってしまうという代物である。

## 作品
ジョルダーノは、メドゥーサの首を見たピネウスとその一味が石になってしまう瞬間を描いている。構図は左上から右下に二分され、ペルセウスは右側に孤立している。画中で最も純粋な青色の服を纏ったペルセウスは、メドゥーサの首を別とすれば正面に視線を向けている唯一の人物である。彼の美貌は、メドゥーサの大口を開けたすさまじい形相と対比されている。ペルセウスは自身がメドゥーサの頭部を見ないよう、顔をそむけるポーズをしている。凝ったきらびやかな兜を被ったピネウスは画面の左端におり、手下たちを自分の前で戦わせることによって、その悪党の正体をさらけ出している。
ジョルダーノは、ピネウスとその一味の肌がピンク色から石の灰色に変わっていく様を生き生きと描いている。メドゥーサの首に最も近いところにいる1人はすでに石となっている。一方、ピネウスの叫んだまま凝固した顔と身体の左側は石となっているものの、右腕と右脚の肌はピンク色の色調で、彼の石化はまだ完了していない。彼の右隣にいる黄色の服の男も同様で、上半身は石化しているが、脚はまだ生命感のあるピンク色の色調である。

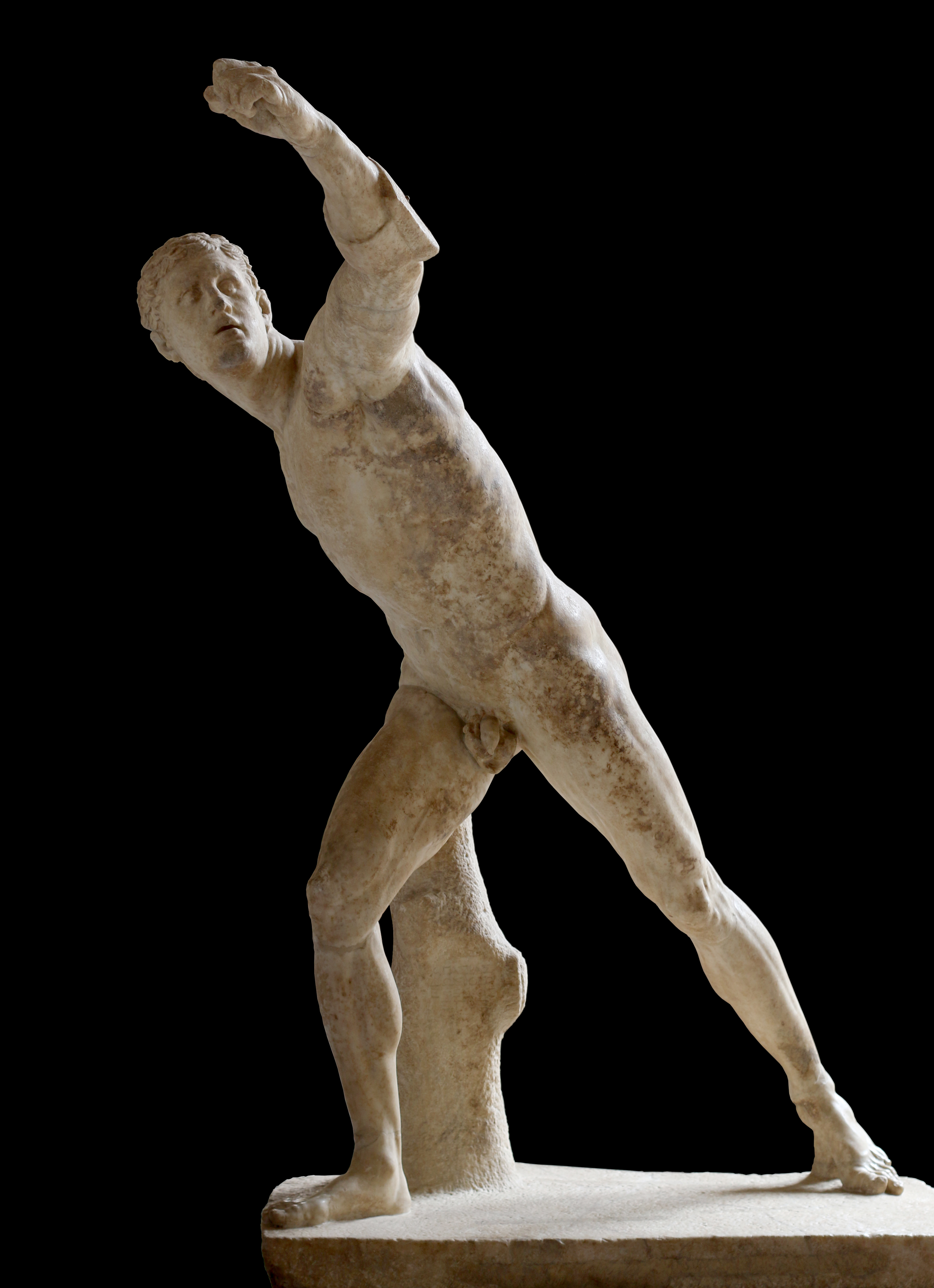
『ボルゲーゼの剣闘士』 (紀元前100年ごろ)、ルーヴル美術館

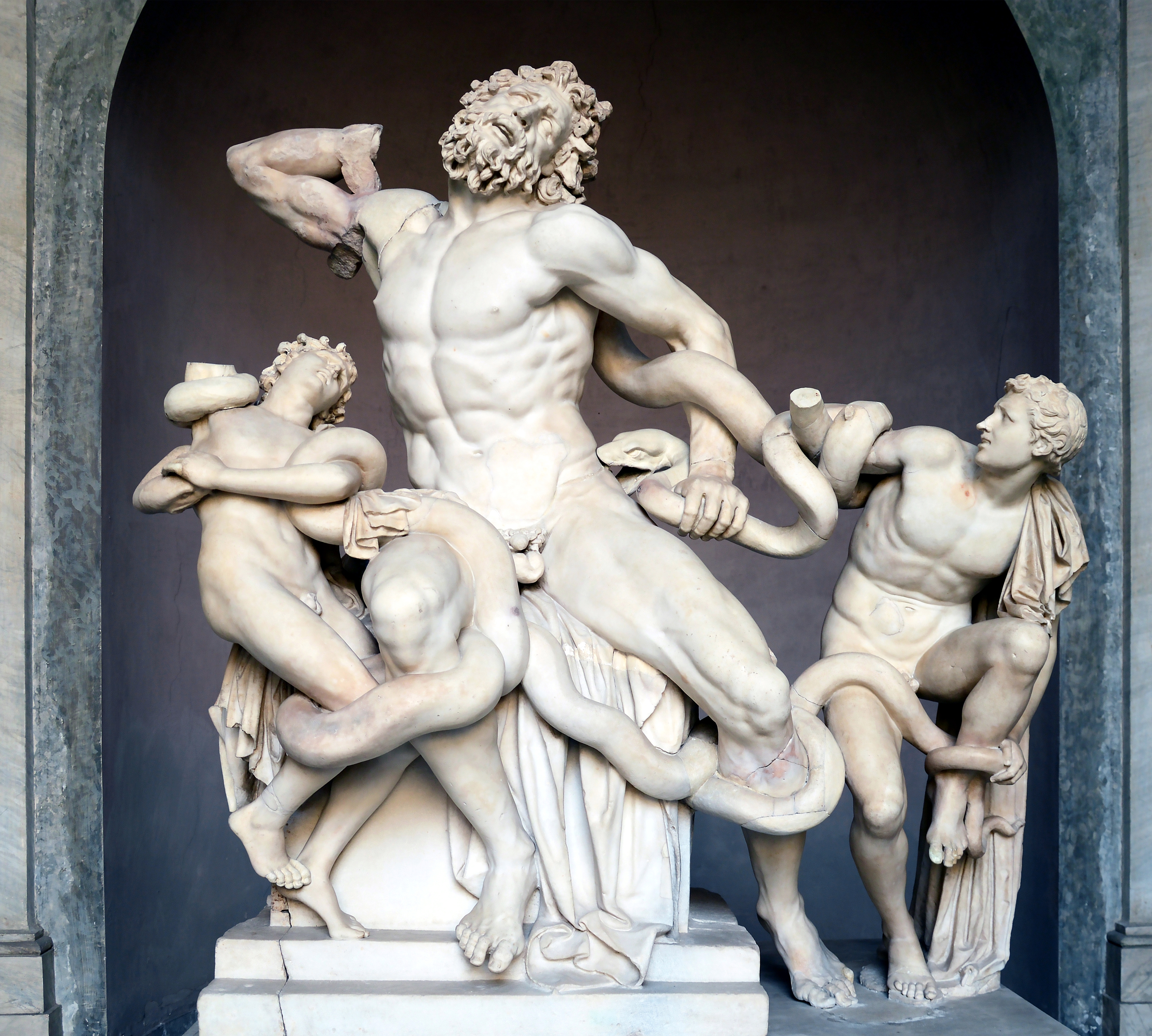
『ラオコーン像』 (紀元前1世紀初めごろ)、ヴァチカン美術館

ジョルダーノは、当時の絵画と彫刻のどちらが優れているかという論争を間違いなく知っていた。彼は本作の人物像を様々な角度から描き、絵画も彫刻のような三次元的表現が可能であるということを示しているのである。さらに、石化している人物たちを絵画ならではの機知に富んだ表現を用いて描いている。
ジョルダーノはまた、本作の人物像を描くために古代彫刻を参照している。ペルセウスの姿は『ボルゲーゼの剣闘士』 (ルーヴル美術館、パリ) を反映したものであり、黄色の服の男は背後から見た『ラオコーン像』 (ヴァチカン美術館、ローマ) の姿をしている。これらの古代彫刻は17世紀のローマで最も有名なものであったため、ジョルダーノは彫刻の本体そのもの、あるいは石膏やブロンズの複製かエングレービングを通して知っていたのかもしれない。
絵画の情景は、明暗、線、ポーズに加え、色彩によっても明確に表現されている。鏡像をなすペルセウスの服の青色と敵対者の服の黄色、あるいは右手のカーテンの赤色が、折り重なった死体、ひっくり返された食卓、逃げ惑う参列者たちに用いられたくすんだ中間色との対照ではっきりと目立つ。